# فيل الكسندر
فيل الكسندر (بالإنجليزية: Phil Alexander)‏ (4 سبتمبر 1962 في المملكة المتحدة - ) هو لاعب كرة قدم أمريكية ولاعب كرة قدم بريطاني في مركز الدفاع. لعب مع كريستال بالاس ونورويتش سيتي وميرامار رينجرز ‏ ونادي كينغستونيان وبراكنل تاون وجيسبورن سيتي ‏ وووركينغهام وإمربروك ‏.